# آریون

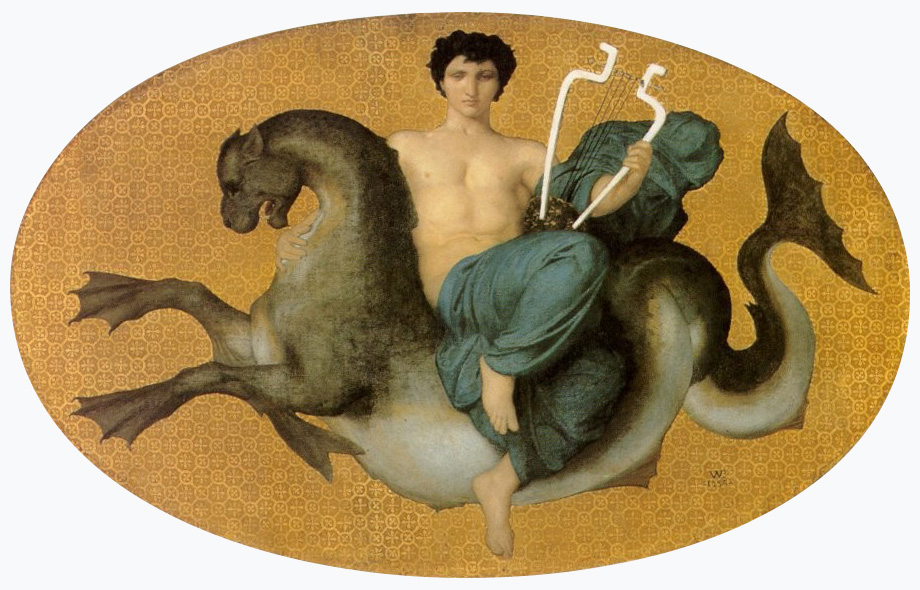
آریون سوار بر یک اسب دریایی، اثر ویلیام-آدولف بوگورو، ۱۸۵۵.

آریون (Arion) نوازنده‌ای در اسطوره‌های یونان است.
بیشترین سال‌های عمرش در دربار پریاندروس گذشت. سفری به سیسیل کرد و در راه بازگشت خدمه کشتی قصد جانش را کردند و او با خواندن آوازی دلفینها را به کنار کشتی جمع کرد و به دریا پرید و توسط یکی از دلفین‌ها نجات یافت.